# Попович Михайло Омелянович
Михайло Омелянович Попович (нар. 1 листопада 1930, Біленьке — пом. 7 березня 2011, Ужгород) — український скульптор, різьбяр; член Спілки художників України з 1963 року. Лауреат Закарпатської обласної премії імені Й. Бокшая та А. Ерделі за 2001 рік.

## Біографія
Народився 1 листопада 1930 року в селі Біленькому (нині Херсонська область, Україна). Невдовзі його сім'я переїхала в Харківську область. В юності працював у будівельному батальйоні, який займався повоєнною відбудовою країни. У 1946—1949 роках навчався у Харківському училищі прикладного мистецтва, в 1955 році закінчив факультет художньої обробки дерева Львівського державного інституту прикладного та декоративного мистецтва (викладачі Іван Севера, Анатолій Оверчук). За направленням працював в Ужгородському училищі прикладного мистецтва, де підвищував свій професійний рівень, навчаючись у Івана Гарапка, Василя Свиди. Член КПРС з 1959 року.
З 1956 року учасник обласних, з 1957 року — всеукраїнських та з 1963 року — зарубіжних виставок. 
Жив в Ужгороді в будинку на вулиці Свердлова, 10 квартира 18. Помер у 2011 році.

## Творчість

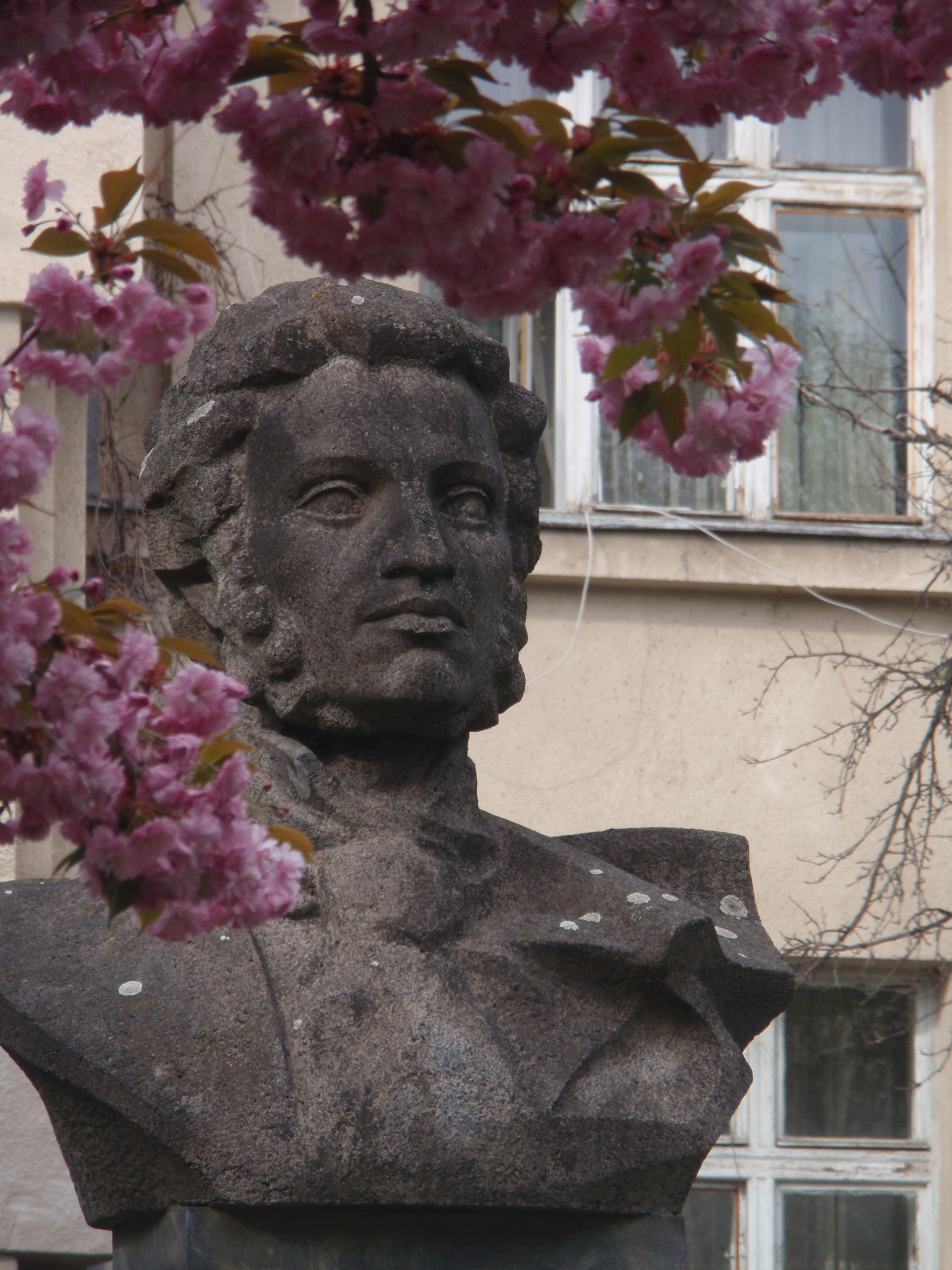
Пам'ятник О. Пушкіну в Ужгороді

Працював в галузі станкової та монументально-декоративної скульптури з різним матеріалом: деревом, мармуром, глиною, склом. Автор скульптур:
- «Проводи партизанів» (дерево, 1957; Чернігівський художній музей);
- «Карпатський опришок» (дерево, 1959; Горлівський художній музей);
- «Портрет Героя Радянського Союзу Олекси Борканюка» (1960, у співавторстві з Костянтином Лозовим; Закарпатський краєзнавчий музей);
- «Партизан» (камінь, 1964);
- «Кобзар» (1964, у співавторстві з Костянтином Лозовим);
- «Комісар» (1965, у співавторстві з Костянтином Лозовим);
- «Мати» (камінь, 1967);
- «Верховинці» (дерево, рельєф, 1969);
- монумент Слави у Мукачевому (1969, у співавторстві з Костянтином Лозовим);
- панно «Народне мистецтво» (дерево, 1971, Виноградів, кінотеатр «Промінь)»;
- «Після бою» (1973);
- «Побратими» (1975);
- «Розвідник» (1976);
- «Старі лісоруби» (1979);
- «Олександр Пушкін» (1979, Ужгород);
- «Ф. Дзержинський» (1983).

Твори закуплені Міністерством культури України,  Дирекцією виставок Національної Спілки художників України, Міністерством культури Росії; зберігаються в художніх музеях та картинних галереях України, Росії. Роботи прикрашають будинки культури, санаторії на Закарпатті та в інших областях України.